# بریتات
بریتات (انگلیسی: Britat) یک منطقه مسکونی در گرجستان است که در ناحیه دزاو واقع شده است.